# Imipramin
Imipramin är en kemisk förening som tillhör gruppen tricykliska antidepressiva, (TCA). Bortsett från så kallade MAO-hämmare var imipramin det första antidepressiva preparatet. Det lanserades av Ciba-Geigy 1957. Det var också den första medicinen i den grupp som kallas tricykliska antidepressiva, en grupp läkemedel som huvudsakligen används mot depression och dystymi. Imipramin är enligt FASS numera avregistrerat i Sverige.

## Medicinsk användning
Imipramin är effektivt vid behandling av depressiv sjukdom, särskilt vid de svårare formerna. Idag är det inte så mycket använt, då det finns alternativ med färre biverkningar. Imipramin används huvudsakligen till behandling av:
- Depression
- Dystymi

## Syntes
Imipramin framställs enligt följande syntesmetod:

## Historia
Läkemedlet imipramin eller tofranil utvecklades i slutet av 1950-talet av Ciba-Geigy som en ny medicin mot schizofreni. Det gav bra effekt till en del patienter som led av depression. Detta medförde till att imipramin registrerades 1957 som den första antidepressiva medicin som verkar genom att minska återupptaget av signalsubstanser - främst serotonin och noradrenalin. Imipramin blev även den första medicinen bland tricykliska antidepressiva (TCA). Den följdes av bland annat desipramin, amitriptylin, nortriptylin, klomipramin, trimipramin, lofepramin, protriptylin, doxepin (som inte varit inregistrerat i Sverige) samt det tetracykliska maprotilin.